# Gabriel Mendes
Gabriel Azevedo Mendes (Porto, 30 maggio 1954) è un allenatore di calcio ed ex calciatore portoghese, di ruolo difensore.

## Carriera

### Club
Ha trascorso l'intera carriera nel campionato portoghese.

### Nazionale
Tra il 1977 e il 1982 ha disputato 20 partite con la maglia della nazionale portoghese.

## Palmarès

### Giocatore

#### Competizioni nazionali
- Campionato portoghese: 2

Porto: 1977-1978, 1978-1979
- Coppa del Portogallo: 1

Porto: 1976-1977
- Supercoppa di Portogallo: 1

Porto: 1981